# Saint-Léger (Gaume)
Saint-Léger (en való Sint-Ldjir) o col·loquialment Saint-Léger-en-Gaume és un municipi belga de la província de Luxemburg a la regió valona. Comprèn les viles de Châtillon i Meix-le-Tige. L'1 de gener del 2024 tenia 3.717 habitants.